# IC 4237
IC 4237 — галактика типу SBb (компактна витягнута галактика) у сузір'ї Діва.
Цей об'єкт міститься в оригінальній редакції індексного каталогу.